# 大齐各庄镇
大齐各庄镇，是中华人民共和国河北省唐山市丰南区下辖的一个乡镇级行政单位。

## 行政区划
大齐各庄镇下辖以下地区：
大齐各庄村、小齐各庄村、王家楼村、王庄子村、小公庄村、小史马庄村、大长春村、小长春村、井屯村、高各庄村、安各庄村、林屯村、占家屯村、大田港村、李坨村、夏庄屯村、赵各庄村、鲁庄村和小王庄村。